# Erehof Grafhorst
Erehof Grafhorst is gelegen op de algemene begraafplaats van Grafhorst in Overijssel. Deze Gemenebestoorlogsgraven liggen bijna achter op de begraafplaats. Het erehof bestaat uit 6 stenen met daarop de volgende namen:
| Naam                           | Functie              | Onderdeel                         | Sq                | Overleden  | Leeftijd |
| ------------------------------ | -------------------- | --------------------------------- | ----------------- | ---------- | -------- |
| Leonard Frederick Charles Day  | Boordwerktuigkundige | Royal Air Force Volunteer Reserve | 460 (R.A.A.F.) Sq | 13-06-1943 | 20       |
| Andrew Gordon                  | Boordschutter        | Royal Air Force Volunteer Reserve | 460 (R.A.A.F.) Sq | 13-06-1943 | 20       |
| David Crawford Paterson Lundie | Navigator            | Royal Air Force Volunteer Reserve | 460 (R.A.A.F.) Sq | 13-06-1943 | 20       |
| Dennis Arthur Thomas           | Radiotelegrafist     | Royal Air Force Volunteer Reserve | 460 (R.A.A.F.) Sq | 13-06-1943 | 19       |
| Ronald Oliver Vaughan          | Piloot               | Royal Air Force Volunteer Reserve | 460 (R.A.A.F.) Sq | 13-06-1943 | 22       |
| Charles William Ross Young     | Bommenrichter        | Royal Air Force Volunteer Reserve | 460 (R.A.A.F.) Sq | 13-06-1943 | 27       |

## Geschiedenis
In de avond van 12 juni 1943 vertrok een viermotorige bommenwerper, de Lancaster W 4316 van het 460e (RAAF) Squadron, vanaf de basis Binbrook in Engeland voor een aanval op Bochum in Duitsland. De bommenwerper werd 's nachts op de terugweg aangevallen en getroffen door een Duits gevechtsvliegtuig en stortte brandend neer in het Ganzendiep. Zes bemanningsleden kwamen daarbij om het leven. Zij werden begraven op de algemene begraafplaats van Grafhorst. De boordschutter sergeant J.C. Cornish overleefde de beschieting, maar werd zwaargewond naar het Wilhelmina Gasthuis in Amsterdam overgebracht. Na zijn herstel werd hij als krijgsgevangene overgeplaatst naar Duitsland.
Op 13 juni 1996 werd op de kade van het Ganzendiep in Grafhorst een monument opgericht ter herinnering aan de bemanning.

## Afbeeldingen

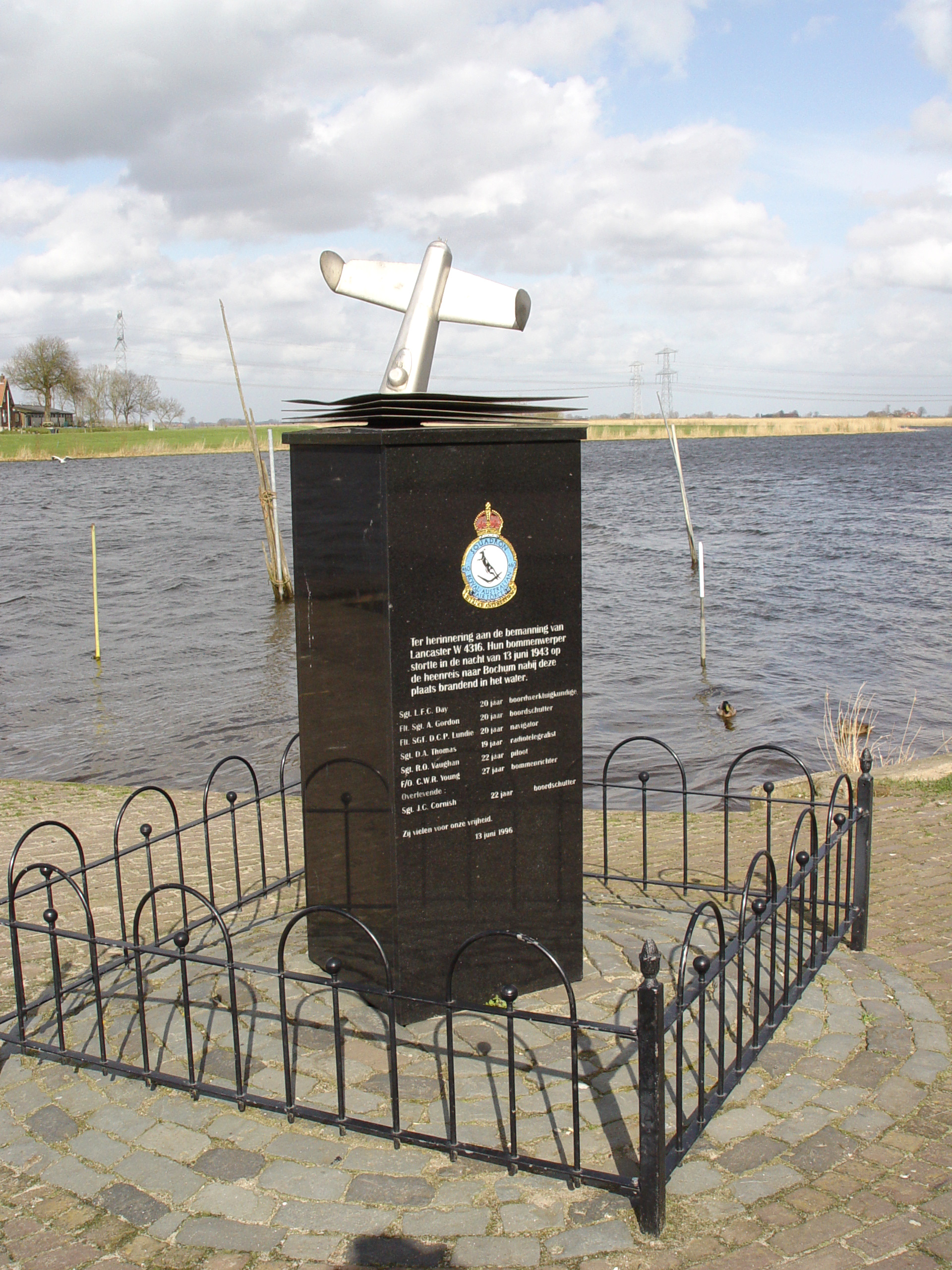
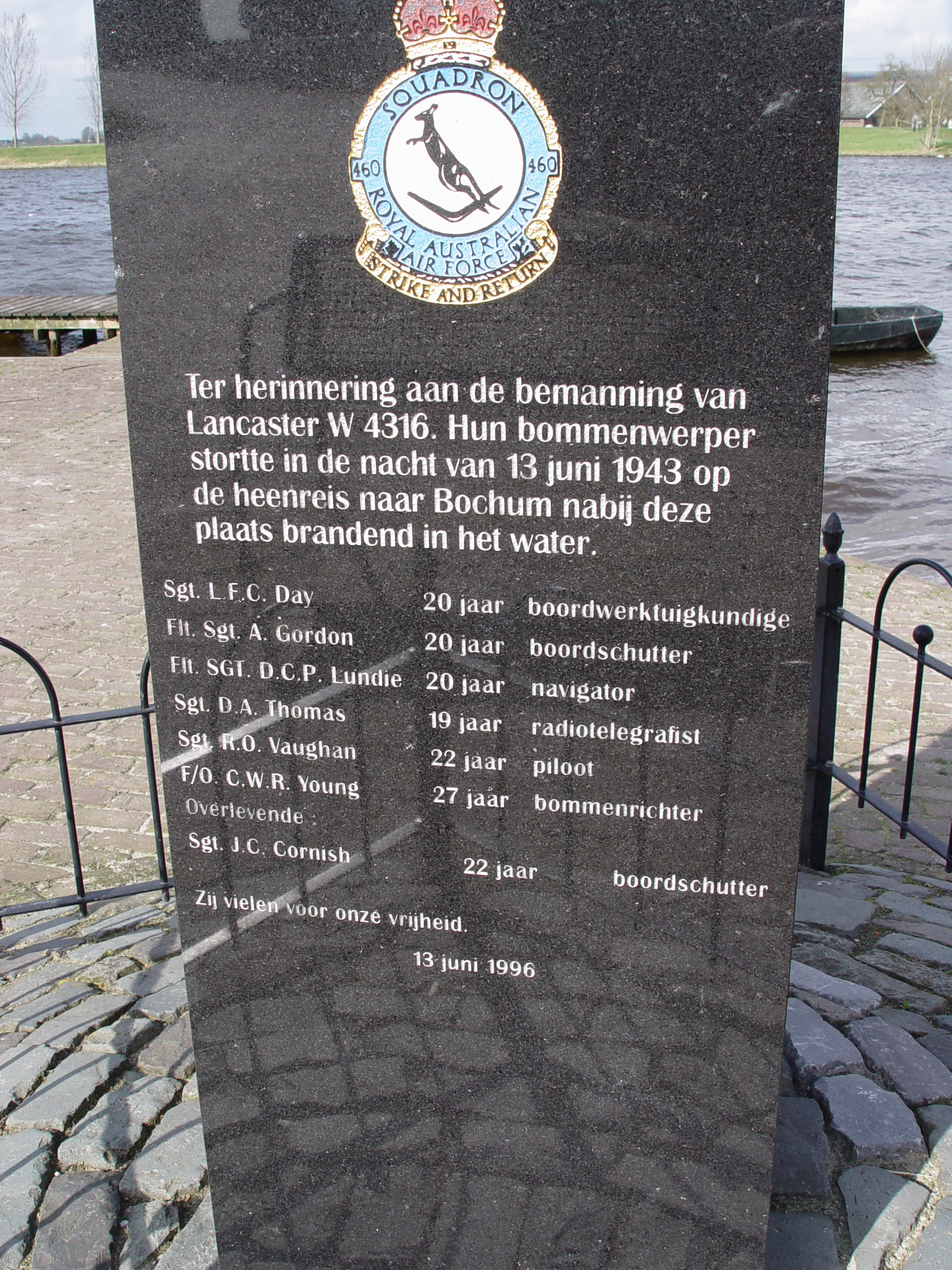
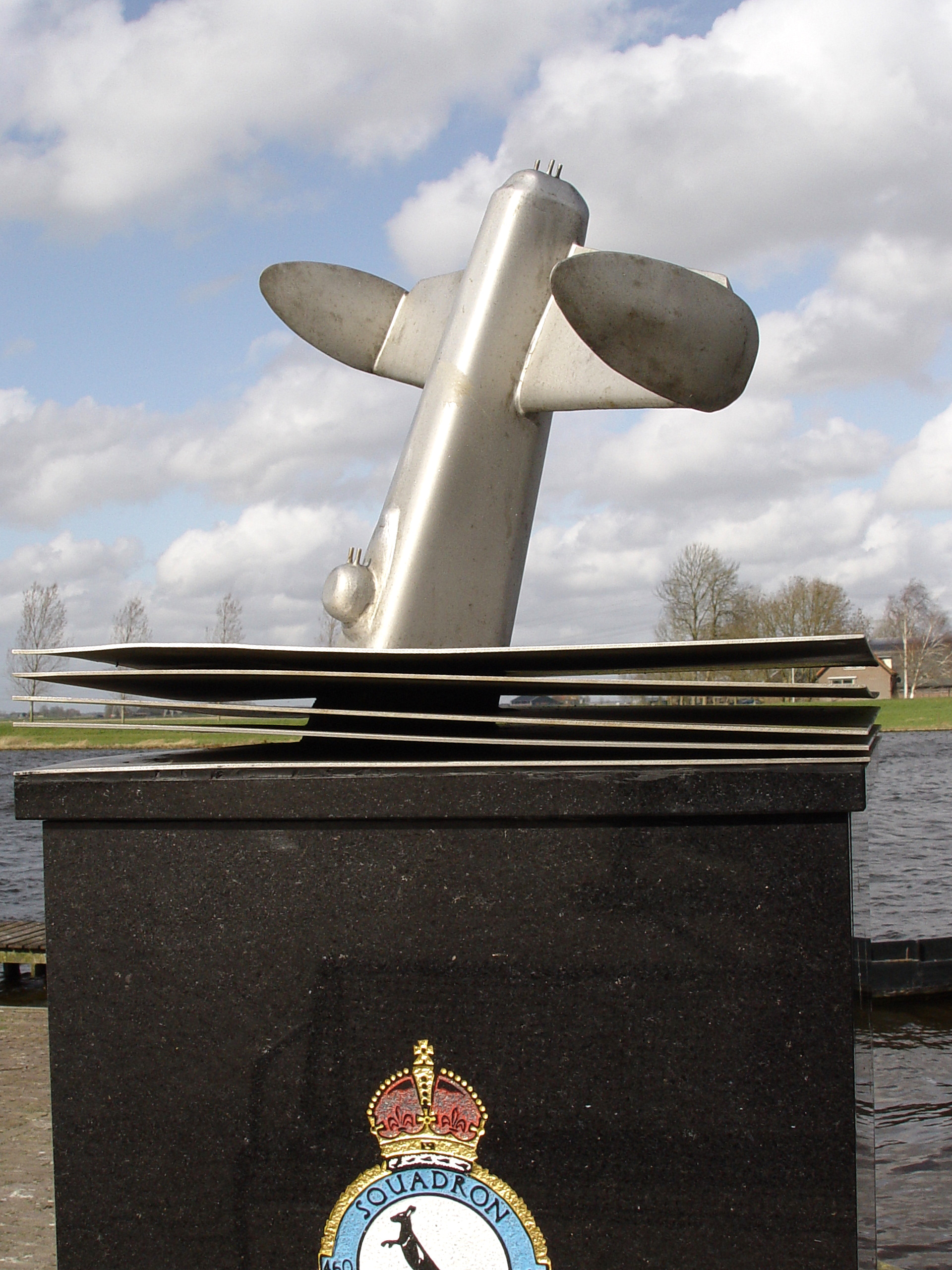